# Els Messelis
Els Messelis (Roeselare, 11 januari 1965) is een Belgisch gerontoloog en auteur.

## Biografie
Messelis studeerde aan het het Instituut voor Psychosociale opleiding in Kortrijk, waar ze afstudeerde in de subsector psychiatrisch maatschappelijk werk. In 1999 haalde ze het diploma Licenciaat in de Gerontologie aan de Vrije Universiteit Brussel.
Els Messelis werkte van 2000 tot 2005 als wetenschappelijk medewerker aan de VUB. Sinds 2001 is ze als lesgever verbonden aan Hogeschool Odisee Brussel. Naast het schrijven van artikels en boeken, geeft Messelis ook vormingen rond voorbereiding op het pensioen en over het leven na het pensioen. Hiernaast heeft zij als expertise seksualiteit, intimiteit en huidhonger op rijpere leeftijd.
Els Messelis is ambassadeur van de burgerbeweging Grootouders voor het klimaat.

### Seksualiteit bij ouderen
In 2014 ontwikkelde Els Messelis een 'Sekskoffer', een tool waarmee ze het taboe rond intimiteit en seksualiteit op rijpere leeftijd de wereld uit wil helpen.
Ze heeft een Nederlandstalige bewerking gemaakt van de Sexual Assessment Tool (SexAT), een vragenformulier dat werd ontwikkeld door de Australische La Trobe University om verzorgingstehuizen te helpen in hun ondersteuning van de seksualiteitsbeleving bij hun bewoners.
Els Messelis is mede-inspirator en organisator van vormingsmomenten voor referentiepersonen intimiteit en seksualiteit in de woonzorg.
In 2025 was Messelis de Belgische partner in de educatieve YouTube-reeks "Lust op Leeftijd". Dit Erasmus+project, dat wordt geleid vanuit de Leyden Academy on Vitality and Ageing, is een educatieve video-reeks die focust op seksualiteitsbeleving bij ouderen waarin thema's als levensloop, diversiteit, gezondheid, taboe en beeldvorming aan bod komen door middel van persoonlijke gesprekken met Nederlandse en Belgische ouderen.

### Ouderenmis(be)handeling
Messelis is Belgische partner in de Europees projecten Breaking the Taboo project en Breaking the taboo two om ouderenmisbehandeling bij vrouwen binnen de familie te bestrijden. Zij was als expert te gast in het derde seizoen van de documentairereeks Als je eens wist van Hilde Van Mieghem op Canvas over oudermishandeling.